# Francisco Javier García Quezada
Francisco Javier García Quezada (4 aprile 1991) è un calciatore paraguaiano, centrocampista del San Antonio Bulo.

## Carriera

### Club
Ha giocato nella massima serie dei campionati paraguaiano, colombiano ed azero.